# Caso de la tiña
El Caso de la tiña o Tratamiento de la tinea capitis en Israel y en las comunidades judías es una referencia a la ionización con rayos X en la cabeza a 20.000 israelíes, especialmente niños, de 1948 a 1960, afectados por tinea capitis. Esta población estaba formada principalmente por judíos sefardíes de África del Norte y de Oriente Medio Este tema fue parte de una película documental: Los Niños de la Tiña por David Belhassen y Asher Hemias. La película ganó el premio del mejor documental al festival internacional de Haifa y participó al Israel Film Festival en Los Ángeles en 2007. El tema ha dado lugar a un escándalo político y a varias teorías de conspiración.

## Descripción
La tiña de la cabeza, conocida también como tinea capitis, micosis, tiña tonsurante y tiña favosa, ha sido una de las enfermedades fúngicas más comunes en niños en las comunidades judías de la Tierra de Israel y fuera de ella. El tratamiento consistió en el uso de los rayos-X ya desde el fin del siglo XIX.

## Histórico

### Problemática
A comienzos del siglo XX, el Centro Médico Hadassah en Jerusalén trató la enfermedad de la tiña en la comunidad religiosa judía de Jerusalén (léase el Antiguo Yishuv) usando radiación, y la enfermedad casi desapareció.
Con la inmigración masiva de las décadas de 1940 y 1950, surgieron muchos casos nuevos de tiña, principalmente en niños inmigrantes llegados de Asia y del norte de África, debido a condiciones de hacinamiento y condiciones higiénicas deficientes. Como a comienzos del siglo XX, en los años cincuenta la tiña fue nuevamente tratada con radiación, bajo la supervisión del Centro Médico Hadassah en Jerusalén (Prof. Dostrovsky y Prof. Drukman).
El régimen de tratamiento aumentó el riesgo de desarrollar tumores cancerosos y no cancerosos en el área de la cabeza y de cuello en parte de los pacientes años más tarde. Varios grupos de investigación en Israel y el mundo han hecho seguimientos de pacientes que fueron irradiados de niños, a fin de examinar tendencias a desarrollar varios tipos de tumores cancerosos. En Israel este estudio fue dirigido por el Profesor Baruch Modan, quien publicó un artículo en la prestigiosa revista de medicina The Lancet en 1974, en el cual Modan determinó irrefutablemente una conexión causal entre la irradiación de pacientes con tiña y la aparición de tumores en la cabeza y el cuello.
En vista de los hallazgos del Profesor Modan, en 1994 se promulgó en Israel una ley que contempla la indemnización por el daño a la salud resultante de la exposición a tal tratamiento contra la tiña. La ley ofrecía una indemnización al paciente (o a sus familiares) tratado contra tiña entre el 1 de enero de 1946 y el 31 de diciembre de 1960, para aquellos diagnosticados con las enfermedades estipuladas en la ley. Sin embargo, la legislación le confería la carga de la prueba al demandante, el cual debía proporcionar evidencia fáctica que demostrara el haber recibido tratamiento – provisión que generó la crítica pública.

### Escándalo
Una película documental en hebreo titulada Los Niños de la Tiña (Yaldei Hagazezet), producida por el Centro de Comunicaciones de Dimona y dirigida por Asher Nachmias y David Balchasan, se estrenó en 2003; la película obtuvo el Galardón a La Mejor Película Documental en el Festival Internacional de Cine de Haifa. El documental atacaba duramente al establishment médico israelí de la década de 1950, dándole al episodio el título de “el holocausto de los niños de la tiña (shoat yaldei hagazezet)”. Asimismo, el documental criticaba duramente la ley de compensación y a los políticos involucrados en su promulgación.

#### En la película
Chaim Sheba, responsable de la erradicación de la tinea capitis, es mostrado en el documental como un racista adepto de la eugenesia, que profesa la supremacía racial de la comunidad Ashkenazi y por lo tanto la inferioridad de los Sefardíes y Mizrajíes.
En el documental, un médico que tomó parte del experimento señaló que la dosis era de 350 rads (35.000 veces la dosis de una fotografía en rayos X) y que algunos niños fueron tratados más de una vez.

#### Análisis
El tratamiento a pacientes con tiña es visto por activistas mizrajíes en Israel como el ejemplo más notorio de las injusticias encontradas por los inmigrantes de la década de 1950 como resultado de defectos, negligencia, paternalismo o irresponsabilidad por parte de las autoridades israelíes al recibirlos y absorberlos a la sociedad israelí como nuevos inmigrantes.
Muchas de las acusaciones que rodearon el tratamiento contra la tiña en Israel fueron producto de una narrativa incompleta que retorcía la realidad. Tanto la comunidad mizrají como la comunidad médica no estaban al tanto de dos factores clave:
1. El contexto general internacional del programa israelí de erradicación: que en aquellos tiempos esta forma de tratamiento era un método aceptado, considerado seguro (como lo era por aquellos tiempos radiografiar los pies de los niños en zapaterías) y que fue usado en otras partes del mundo – desde Siria y Yugoslavia, a Nueva York/California, Portugal y Suecia. De hecho, la irradiación era el protocolo recomendado de su tiempo y estaba parcialmente financiada por la UNICEF.[8]
2. El contexto general judío: que esta forma de tratamiento masivo por irradiación había sido previamente usada en otra parte del mundo judío, en el tratamiento masivo de niños ashkenazíes en Europa Oriental a una escala mucho mayor, y con inmigrantes judíos (y gentiles) a los Estados Unidos.

De este modo, la campaña entre los inmigrantes norteafricanos a Israel – anterior o posterior a su llegada – fue sólo una parte de un lamentable fenómeno internacional cuyo alcance sigue descubriéndose.

### Investigación
La investigación en la primera década del siglo XXI pone la narrativa israelí de la tiña en un contexto totalmente nuevo. Esto es producto de la investigación llevada a cabo por la historiadora de la medicina, Profesora Shifra Shvarts. Shvarts siguió un puñado de referencias en incisos de documentos israelíes primarios a organizaciones internacionales, descubriendo abundante material de archivo (una caja de Pandora) en los archivos de Hadassah, en los archivos de las Naciones Unidas, y de aquí en los archivos de una lista de países cada vez mayor, revelando así que el tratamiento masivo contra la tiña en Israel estaba basado en protocolos de tratamiento concebidos y administrados décadas antes: Entre los años 1921-1938 hubo una campaña entre los judíos de Europa Oriental (por ejemplo entre los judíos ashkenazíes) durante la cual 27 000 niños de Europa del Este fueron irradiados de idéntica manera, en parte para permitir la emigración de sus familias, ya que la tiña era causa de exclusión en los Estados Unidos y otros lugares.
La campaña realizada con los niños mizrajíes de la región mediterránea estaba basada en esta campaña europea. Los organizadores estaban convencidos de que la campaña europea había sido un éxito en el tratamiento de la tiña, y por ello procuraban que los judíos de Marruecos pudieran beneficiarse igualmente. Ya que la mayoría de los niños judíos que habían sido irradiados en Europa Oriental perecieron en el Holocausto, no hubo manera de conocer las ramificaciones de tal tratamiento.
Una figura clave en la formulación y organización de la campaña contra la tiña en la comunidad judía en África del Norte fue el Profesor Moshe Prywes (quien más tarde se convertiría en presidente de la Universidad Ben-Gurión del Néguev y decano fundador de la Escuela de Medicina de esta universidad). Prywes viajó al África del Norte en 1947 y, como resultado de sus hallazgos allí, formuló un comprensivo programa para la erradicación de enfermedades contagiosas entre aquellos que planeaban emigrar a Israel. Este programa fue llamado T.T.T., sigla de las tres principales enfermedades contra las cuales iba dirigido el programa: Tiña, Tracoma y Tuberculosis.
Chaim Sheba, quien terminó su carrera como director general del Ministerio de salud, fue responsable del programa de erradicación de la tinea capitis.
Paralelamente a la irradiación contra la tiña llevada a cabo en los años cincuenta en el Estado de Israel, la irradiación contra la tiña se estaba realizando también con miles de niños yugoslavos (unos 94000), en Portugal  (30.000), en Siria (7.000) y unos 4600 en un solo hospital de Londres entre 1922-1958.
El agente principal tras las operaciones de erradicación de la tiña era la UNICEF, que incluso ayudó en la adquisición de aparatos de rayos x con este objetivo. UNICEF era el agente principal tras la irradiación en Yugoslavia y Siria, e incluso aportó los dos aparatos de rayos x que funcionaban en el centro de recepción y tramitación para inmigrantes en Israel – Shaar Haaliyah al sur de Haifa. Con el descubrimiento del fármaco griseofulvina para el tratamiento de la tiña, la UNICEF comenzó a financiar el abastecimiento de la medicina a todos los países con una alta incidencia de tiña, como parte de la política de la UNICEF dedicada a erradicar enfermedades contagiosas en madres y niños.
Existe la pregunta de cuántos niños de origen marroquí sufrieron de hecho de problemas de salud como resultado del tratamiento contra la tiña en la infancia. Uno se encuentra con estimaciones sin fundamento (por ejemplo, en la película 'documental' arriba mencionada) que alegan que hubo cien mil personas o más. Otros van incluso más lejos: Una organización sin fines de lucro creada en 1999 tras la legislación, para organizar a expacientes y garantizar su indemnización se aventura a establecer el número de niños mizrajíes irradiados en 200.000. De hecho, puede extrapolarse una evaluación más exacta a partir de datos estadísticos confiables obtenidos de registros históricos.
En el estudio del Dr. Yaron Tzur sobre los judíos de Marruecos entre los años 1940-1954 – Kihilah K'ruah (Una Comunidad Partida En Dos) – datos demográficos hallados por el autor respecto a la población judía marroquí demuestra que las cifras deben haber sido mucho más modestas: Un censo marroquí efectuado en 1947, aun luego de introducir ajustes, muestra que hubo a lo más 240.000 judíos en Marruecos en esa época. El trabajo es un estudio comprensivo, lleno de material de archivos, correspondencia de figuras clave, informes de emisarios de Israel y una rica bibliografía que incluye una lista de todas las localidades en las cuales residían judíos en Marruecos, incluso aquellas con unas pocas familias. Los datos muestran que 80.000 judíos emigraron de Marruecos hasta 1956. De aquí que la cifra máxima de niños de entre los inmigrantes de la edad vulnerable a ser atacada por la tiña no pudo superar los 20.000 a 25.000. Si suponemos que no todos los niños en este grupo de edad tuvieron la tiña, no existe una base estadística lógica para suponer que más de 10.000 a 15.000 fueron irradiados. El ministerio israelí de salud tiene registros de 10.000 individuos; este es aparentemente el número total de individuos irradiados, de todos los orígenes étnicos.
A partir de informes presentados a la UNICEF por el ministro de salud israelí (que incluso fueron publicados en las revistas de medicina), fue establecido que el número de niños tratados con radiación en Israel en los años 1948-1959 fue aproximadamente 15.000. Existen testimonios que demuestran incuestionablemente que niños de origen europeo oriental que eran sospechosos de tener tiña fueron igualmente irradiados. Es difícil establecer su número, pero muy probablemente contaban algunos miles. Según Giora Leshem, quien fue el colaborador de estadística del profesor Modan en su estudio de 1974 (basado en el Registro del Cáncer), parece que el número de marroquíes que fueron irradiados rondaba los 15.000 niños.

## Responsables del programa

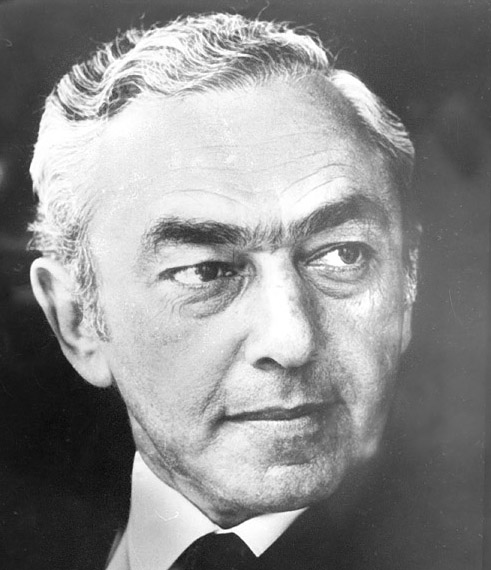
Moshé Prywes

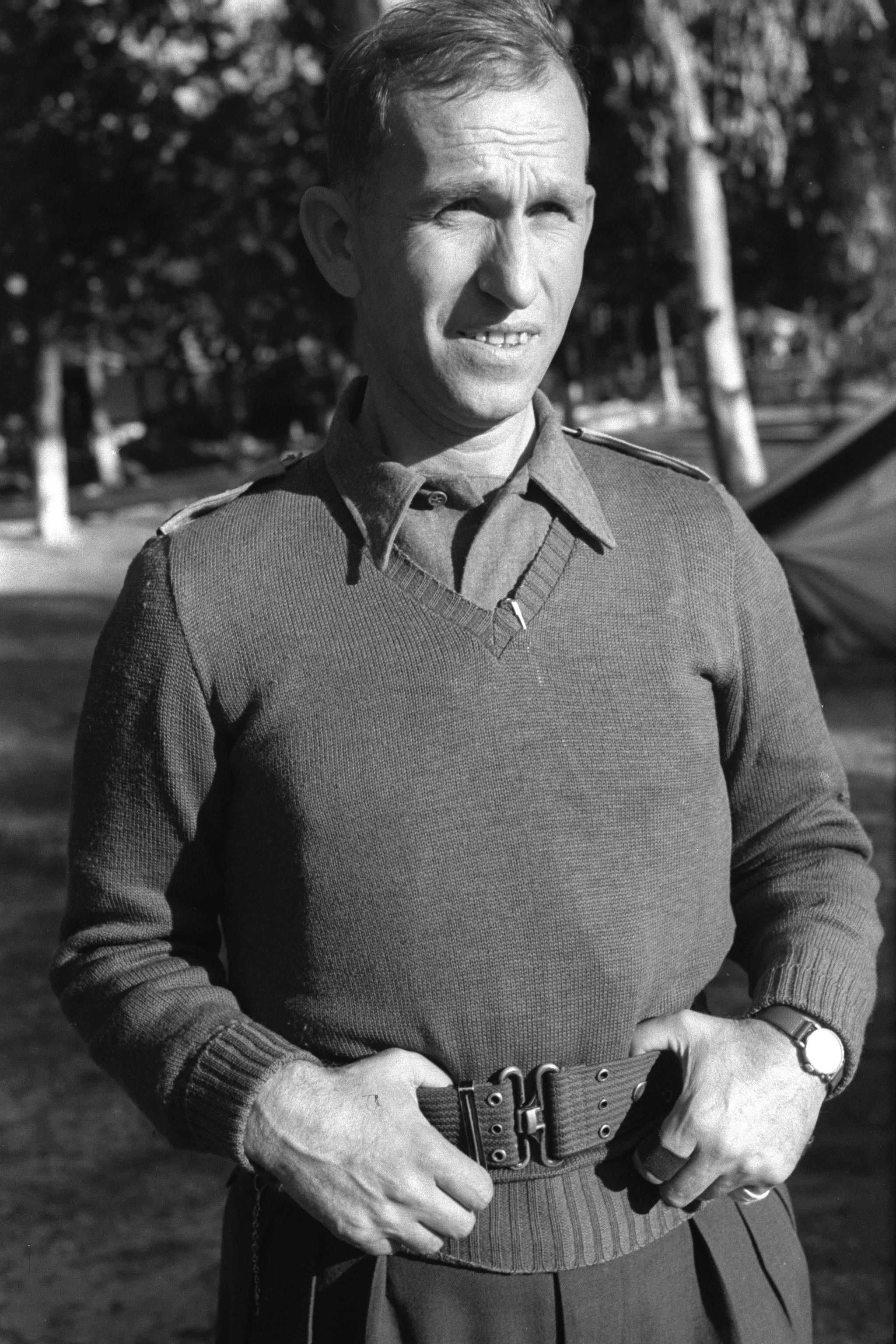
Chaim Sheba

- Chaim Sheba
- Moshé Prywes

## Teorías conspirativas
El ensayista israelí Barry Chamish acusó al gobierno de haber planteado un genocidio sefardí, acusando a Nahum Goldmann y Levi Eshkol como ideólogos.

## Análisis
El caso ha sido señalado como similar al del caso de los niños judíos yemenitas.